# Cobra and Phases Group Play Voltage in the Milky Night
Cobra and Phases Group Play Voltage in the Milky Night é o sexto álbum de estúdio do grupo Stereolab.
| Críticas profissionais                                                      | Críticas profissionais |
| Avaliações da crítica                                                       | Avaliações da crítica  |
| Fonte                                                                       | Avaliação              |
| --------------------------------------------------------------------------- | ---------------------- |
| allmusic                                                                    | [ 2 ]                  |
| Esta tabela precisa de ser acompanhada por texto em prosa. Consulte o guia. |                        |

## Faixas
Todas as músicas compostas por Tim Gane e Laetitia Sadier.
1. "Fuses" – 3:40
2. "People Do It All the Time" – 3:42
3. "The Free Design" – 3:47
4. "Blips, Drips and Strips" – 4:28
5. "Italian Shoes Continuum" – 4:36
6. "Infinity Girl" – 3:56
7. "The Spiracles" – 3:40
8. "Op Hop Detonation" – 3:32
9. "Puncture in the Radax Permutation" – 5:48
10. "Velvet Water" – 4:24
11. "Blue Milk" – 11:29
12. "Caleidoscopic Gaze" – 8:09
13. "Strobo Acceleration" – 3:55
14. "The Emergency Kisses" – 5:53
15. "Come and Play in the Milky Night" – 4:38
16. "Escape Pod" (Import bonus)
17. "With Friend Like These" (Import bonus)
18. "Les Aimies Des Memes" (Import bonus)

## Créditos
- Mark Bassey – Overdub.
- Colin Crawley – Overdub.
- Fulton Dingley – Produção, Engenharia de som, Mixagem.
- Laetitia Sadier - Vocal.
- Ramsay Morgan, Tim Gane e Mary Hansen – Órgão, Guitarra, Percussão, Piano, Bateria, Vocal, Clavinet, Wurlitzer, Piano elétrico.
- Sophie Harris – cordas.
- William Hawkes – cordas.
- Simon Johns – Baixo.
- Rob Mazurek – Corneta.
- John McEntire – Bateria, Teclado, Produção.
- Dominic Murcott – Marimba.
- Jacqueline Norrie – cordas.
- Sean O'Hagan – Órgan, Guitarra acústica, Baixo, Piano, Clavinet, Piano elétrico, Arranjos de baixo.
- Jim O'Rourke – Baixo, Guitarra, Percussão, Teclado, Produção, Arranjos de cordas.
- Andy Ramsay - Bateria, Programação.
- Andy Robinson – Overdub
- Steve Rooke – Masterização.
- Steve Waterman – Overdub.
- Brian G. Wright – cordas.